# Taraxacum anadyrense
Taraxacum anadyrense, vrsta maslačka, ruski endem iz Magadanske oblasti. Pripada sekciji Borealia.